# Dikowmyia mediorus
Dikowmyia mediorus är en tvåvingeart som beskrevs av Jason Gilbert Hayden Londt 2002. Dikowmyia mediorus ingår i släktet Dikowmyia och familjen rovflugor. Inga underarter finns listade i Catalogue of Life.